# Embaixada da Ucrânia em Espanha

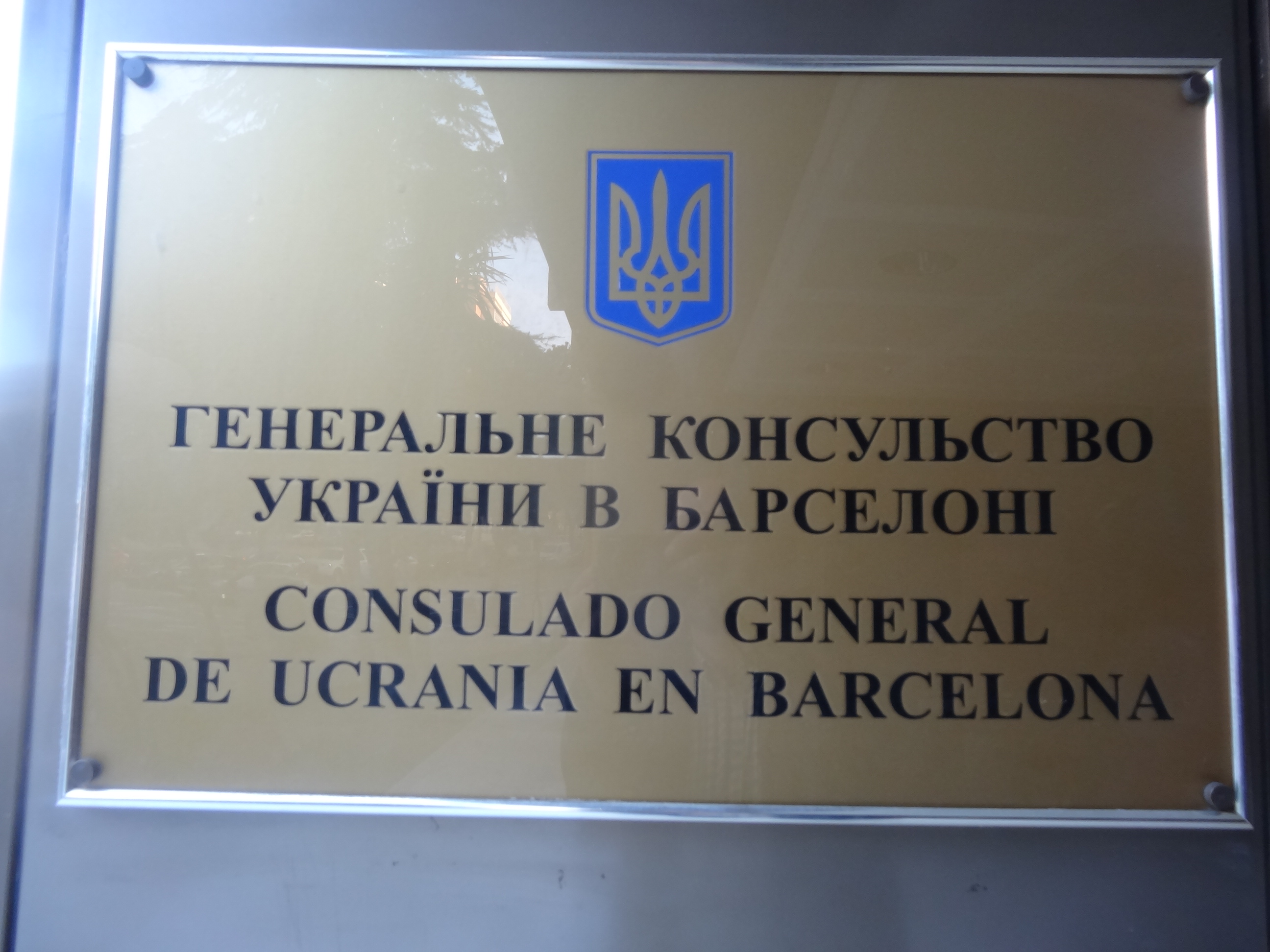
Consulado Geral da Ucrânia em Barcelona

A Embaixada da Ucrânia em Espanha é a missão diplomática da Ucrânia em Espanha. O edifício da embaixada está localizado na Ronda de la Abubilla 52 em Madrid. O embaixador ucraniano na Espanha é Serhiy Pohorelzew, desde 2020.

## História
Após o colapso da União Soviética, a Ucrânia declarou-se independente em dezembro de 1991. A Espanha reconheceu a Ucrânia em 31 de dezembro de 1991. As relações diplomáticas foram estabelecidas em 30 de janeiro de 1992, e a embaixada em Madrid foi aberta em junho de 1995.

## Embaixadores da Ucrânia em Espanha
- Oleksandr Hnjedych (1995-1997)
- Oleksandr Taranenko (1997-2004)
- Oleh W Lassenko (2004-2006)
- Anatoly Shcherba (2006–2012)
- Volodymyr Krassilchuk (2012)
- Serhiy Pohorelzew (2012-2016)
- Anatoly Shcherba (2016-2020)[2][3]
- Serhiy Pohorelzew (2020–)[4]